# Reda Aadel
Reda Aadel, né le 28 décembre 1990, est un coureur cycliste marocain.

## Palmarès
- 2011
  -  Médaillé d'or du contre-la-montre par équipes des Jeux panarabes (avec Abdelati Saadoune, Mouhssine Lahsaini et Ismaïl Ayoune)
  - 2e du championnat du Maroc sur route espoirs
- 2012
  - Challenge du Prince - Trophée de l'anniversaire
  - 3e du Challenge du Prince - Trophée de la maison royale
- 2013
  - 2e du championnat du Maroc sur route
  - 2e des Challenges de la Marche verte - GP Sakia Hamra
  - 3e des Challenges de la Marche verte - GP Al Massira
- 2015
  - 3e du Challenge des phosphates - Grand Prix de Ben Guerir
- 2016
  - 2e du Tour de Tunisie
- 2017
  - 2e du Tour du Mali

## Classements mondiaux
| Année           | 2014 | 2015 | 2016 |
| --------------- | ---- | ---- | ---- |
| UCI Africa Tour | 129e | 76e  | 56e  |